# دردسر خوب
دردسر خوب یا مشکل خوب (به انگلیسی: Good Trouble)، یک مجموعه تلویزیونی درام آمریکایی و یک اسپین آف از سریال شبکه ای بی سی، پرورشگاهی‌ها است که داستان زندگی بزرگسالی کَلی آدامز فاستر (مایا میچل) و ماریانا آدامز فاستر (سیه را رامیرز) را مدتی پس از وقایع سریال قبلی دنبال می‌کند. اولین قسمت از فصل اول این سریال در ۸ ژانویه ۲۰۱۹ از شبکه فریفورم پخش شد. فصل دوم در ژوئن ۲۰۱۹ و فصل سوم در فوریه ۲۰۲۱ پخش شد. در سپتامبر ۲۰۲۱، این سریال برای فصل چهارم تمدید شد که اولین بار در ۹ مارس ۲۰۲۲ پخش شد.

## داستان
چند سال پس از وقایع پرورشگاهی‌ها خواهران آدامز فاستر، کَلی و ماریانا برای شروع مرحله بعدی زندگی خود به لس آنجلس نقل مکان می‌کنند و در یک آپارتمان مشترک ساکن می‌شوند؛ کلی منشی یک قاضی می‌شود و برای او کار می‌کند، در حالی که ماریانا اکنون یک مهندس نرم‌افزار است. این دو ضمن تعامل با همسایگان خود و افرادی که با آنها دوست می‌شوند، زندگی مستقل خود را پیش می‌برند.

## بازیگران

### اصلی
- مایا میچل به عنوان کلی آدامز فاستر، فارغ‌التحصیل دانشکده حقوق دانشگاه کالیفرنیا و خواهرخوانده ماریانا که به عنوان منشی وکالت برای قاضی ویلسون فعالیت می‌کند.[۶][۷]
- سیه را رامیرز به عنوان ماریانا آدامز فاستر، یک مهندس نرم‌افزار و خواهرخوانده کلی که اخیراً از اِم‌آی‌تی فارغ‌التحصیل شده‌است.
- زوری آدل به عنوان ملیکا ویلیامز، یک متصدی و فعال سیاسی، ساکن در ساختمان کلی و ماریانا.
- شری کولا به عنوان آلیس کوان، مدیر ساختمان.
- تامی مارتینز به عنوان گِیل مارتینز، یک طراح گرافیک و هنرمند دوجنس‌گرا که عاشق کلی است.[۸]
- راجر بارت به عنوان قاضی ویلسون، یک قاضی محافظه کار که کلی به عنوان منشی او کار می‌کند. (فصل ۱–۲؛ فصل ۳ مهمان)
- اما هانتون به عنوان دِویا ماس (فصل ۲–اکنون؛ غالباً فصل ۱)[۹][۱۰][۱۱]
- جاش پنس به عنوان دنیس کوپر، مسن‌ترین مستأجر ساختمان. (فصل ۲–اکنون؛ غالباً فصل ۱)[۱۲]
- بو میرچف به عنوان جیمی هانتر، یک وکیل دادگستری و دوست پسر کلی. (فصل ۳–اکنون؛ غالباً فصل‌های ۱–۲)[۱۳][۱۴]
- برایان کریگ در نقش خواکین پرز، ساکن جدید و مرموز ساختمان، روزنامه‌نگاری که به دنبال خواهر جدا شده خود جنا است. (فصل ۴)
- پریسیلا کینتانا در نقش ایزابلا تِوز (فصل ۴؛ غالباً فصل‌های ۲–۳)

### دوره ای
- تی جی لینارد به عنوان ایوان اسپک، رئیس ماریانا و مدیر عامل شرکت اسپکولات
- کن کربی به عنوان بنجامین،[۶][۹][۱۰] منشی دیگر قاضی کورتیس
- مولی مک کوک به عنوان ربکا،[۱۲] منشی دیگر قاضی کورتیس
- هیلی سحر به عنوان جازمین مارتینز، خواهر گال
- دراو اودی سینگ به عنوان راج پاتیل، همکار ماریانا در اسپکولات و بعدها دوست پسر او
- داستین اینگرام به عنوان الکس وود، همکار ماریانا در اسپکولات
- ماکس کاتلر به عنوان سام هیگینز، همکار ماریانا در اسپکولات
- مایکل گالانته به عنوان برایان
- آناستازیا لیدک به عنوان کِلی
- ساروناس جکسون به عنوان آیزاک هال، بسکتبالیست حرفه ای سابق و دوست پسر مالیکا
- هدر مازور به عنوان آنجلا میلر، رئیس نیروی انسانی در اسپکولات
- کارا وانگ به عنوان سومی، دوست دختر سابق آلیس و اکنون بهترین دوست او
- برایانا ونسکوس به عنوان میرا ماتی، نامزد سومی
- دیزی ایگان به عنوان جوی ریورتون، عشق آلیس
- جی مَلری مک کری به عنوان دام ویلیامز، برادر مالیکا
- دنِم ریچاردز به عنوان الیاس آدریوکس، اولین عشق گیل (فصل ۲)
- خوان آنتونیو به عنوان مارکوس (فصل ۲)[۱۵]
- شاونتی دالتون به عنوان لیزا (فصل ۲)
- شانون چان کنت به عنوان روبی (فصل ۲–اکنون)[۱۶]

### ستاره‌های مهمان سرشناس
- تری پولو به عنوان استف آدامز فاستر،[۱۷] مادر خوانده کلی و ماریانا
- شری سام به عنوان لینا آدامز فاستر، مادر خوانده کلی و ماریانا
- هایدن بایرلی به عنوان جود آدامز فاستر،[۱۸] برادر ناتنی کلی و برادرخوانده ماریانا
- نوا سنتینو به عنوان هیسوس آدامز فاستر،[۱۹] برادر دوقلوی ماریانا و برادرخوانده کلی
- دیوید لمبرت به عنوان برندون فاستر،[۲۰] برادرخوانده ماریانا و کلی

## قسمت‌ها
| فصل | قسمت‌ها | قسمت‌ها | تاریخ اصلی روی آنتن رفتن | تاریخ اصلی روی آنتن رفتن |
| فصل | قسمت‌ها | قسمت‌ها | اولین بار                | آخرین بار                |
| --- | ------ | ------ | ------------------------ | ------------------------ |
| ۱   | ۱۳     | ۱۳     | ۸ ژانویه ۲۰۱۹            | ۲ آوریل ۲۰۱۹             |
| ۲   | ۱۸     | ۸      | ۱۸ ژوئن ۲۰۱۹             | ۶ اوت ۲۰۱۹               |
| ۲   | ۱۸     | ۲      | ۱۶ دسامبر ۲۰۱۹           | ۱۶ دسامبر ۲۰۱۹           |
| ۲   | ۱۸     | ۸      | ۱۵ ژانویه ۲۰۲۰           | ۴ مارس ۲۰۲۰              |
| ۳   | ۱۹     | ۱۰     | ۱۷ فوریه ۲۰۲۱            | ۲۱ آوریل ۲۰۲۱            |
| ۳   | ۱۹     | ۹      | ۱۴ ژوئیه ۲۰۲۱            | ۸ سپتامبر ۲۰۲۱           |
| ۴   | TBA    | ۹      | ۹ مارس ۲۰۲۲              | ۴ مه ۲۰۲۲                |
| ۴   | TBA    | TBA    | ۷ ژوئیه ۲۰۲۲             | TBA                      |

## تولید

### توسعه
ای بی سی، پس از پایان کار پرورشگاهی‌ها، این سریال را تهیه و اعلام کرد کلی آدامز فاستر و ماریانا آدامز فاستر پنج سال بعد از جدایی از والدین خود، ساکن لس آنجلس شده و مستقل کار می‌کنند. در تاریخ ۱۰ دسامبر سال ۲۰۱۸، گزارش شد که کمیسیون فیلم کالیفرنیا ۶٫۶ میلیون دلار اعتبار مالیاتی را برای یک فصل دوم بالقوه تصویب کرده‌است اگر ای بی سی، تصمیم به تمدید سریال بگیرد. این سریال در تاریخ ۵ فوریه ۲۰۱۹ برای فصل دوم، در ۱۷ ژانویه سال ۲۰۲۰ برای فصل سوم و در ۸ سپتامبر ۲۰۲۱ برای فصل چهارم نیز تمدید شد.

### بازیگران
در تاریخ ۱۱ ژوئن ۲۰۱۸، تامی مارتینز، زوری آدل، شری کولا و راجر بارت به ترتیب در نقش‌های گیل، مالیکا، آلیس و قاضی ویلسون انتخاب شدند. علاوه بر این، اما هانتون و کن کربی در نقش‌های دوره ای داویا و بنجامین انتخاب شدند. در ۶ نوامبر ۲۰۱۹، شانون چان کنت در فصل دوم برای یک نقش دوره ای انتخاب شد. در ۲۴ ژانویه سال ۲۰۲۰، پریسیلا کینتانا برای فصل دوم به بازیگران پیوست.
در مارس ۲۰۲۲، مایا میچل از نقش و سمت خود به عنوان تهیه‌کننده اجرایی کناره‌گیری کرد تا در کنار خانواده اش در استرالیا باشد. آخرین حضور نقش او در قسمت دوم فصل چهار بود.

### فیلمبرداری
تولید اصلی فصل ۱ در تاریخ ۱۱ ژوئن ۲۰۱۸ آغاز شد.

## پذیرش

### پذیرش انتقادی
در وب سایت راتن تومیتوز، این سریال دارای رتبه تأیید ۱۰۰٪ با میانگین امتیاز ۸٫۹۳ / ۱۰، بر اساس ۱۳ بررسی است.
در اجماع مهم وب سایت آمده‌است: " دردسر خوب، یک اسپین آف است است که لانه را ترک می‌کند، پرواز ظریفی را انجام می‌دهد و حس کمدی ماهرانه‌ای را به آزمایش‌ها و مصیبت‌های پیش روی جنریشن زی می‌دهد. متاکریتیک، براساس نظر ۴ منتقد، امتیاز ۸۳ از ۱۰۰ را به این سریال اختصاص داد.

### جوایز
| سال  | جایزه                 | دسته‌بندی                    | نامزد       | نتیجه    | Ref.   |
| ---- | --------------------- | --------------------------- | ----------- | -------- | ------ |
| ۲۰۱۹ | جوایز انتخاب نوجوانان | انتخاب نمایش تلویزیونی درام | دردسر خوب   | نامزدشده | [ ۳۱ ] |
| ۲۰۱۹ | جوایز انتخاب نوجوانان | انتخاب بازیگر تلویزیون درام | سیرا رامیرز | نامزدشده | [ ۳۱ ] |
| ۲۰۱۹ | جوایز انتخاب نوجوانان | انتخاب بازیگر تلویزیون درام | مایا میچل   | نامزدشده | [ ۳۱ ] |
| ۲۰۲۲ | جایزه رسانه‌ای گلد     | سریال درام برجسته           | دردسر خوب   | نامزدشده | [ ۳۲ ] |